# Ajeltake
Ajeltake est un village des Îles Marshall. Il se situe sur l'atoll de Majuro, à quelques kilomètres de Delap-Uliga-Darrit, la capitale du pays. Sont présents une église, une école et quelques commerces.
En 2006, le village abritait environ 1 700 habitants.